# Платтекілл (містечко, Нью-Йорк)
Платтекілл (англ. Plattekill) — місто (англ. town) в США, в окрузі Ольстер штату Нью-Йорк. Населення — 10 424 особи (2020).

## Демографія
Згідно з переписом 2010 року, у місті мешкало 10 499 осіб у 3861 домогосподарстві у складі 2746 родин. Було 4242 помешкання
Расовий склад населення:
| - 84,8 % — білих - 5,9 % — чорних або афроамериканців - 0,8 % — азіатів - 0,3 % — корінних американців - 5,4 % — осіб інших рас |

До двох чи більше рас належало 2,8 %. Частка іспаномовних становила 18,4 % від усіх жителів.
За віковим діапазоном населення розподілялося таким чином: 24,3 % — особи молодші 18 років, 63,5 % — особи у віці 18—64 років, 12,2 % — особи у віці 65 років та старші. Медіана віку мешканця становила 39,7 року. На 100 осіб жіночої статі у місті припадало 97,6 чоловіків;  на 100 жінок у віці від 18 років та старших — 94,3 чоловіків також старших 18 років.
Середній дохід на одне домашнє господарство  становив 83 562 долари США (медіана — 61 702), а середній дохід на одну сім'ю — 97 325 доларів (медіана — 72 222). Медіана доходів становила 47 385 доларів для чоловіків та 41 744 долари для жінок. За межею бідності перебувало 10,8 % осіб, у тому числі 11,9 % дітей у віці до 18 років та 12,8 % осіб у віці 65 років та старших.
Цивільне працевлаштоване населення становило 5176 осіб. Основні галузі зайнятості: освіта, охорона здоров'я та соціальна допомога — 27,7 %, роздрібна торгівля — 10,4 %, транспорт — 9,5 %, науковці, спеціалісти, менеджери — 9,5 %.